# أندرو راسيل (لاعب كرة قاعدة)
أندرو راسيل (بالإنجليزية: Andrew Russell)‏ هو لاعب كرة قاعدة أسترالي، ولد في 27 أبريل 1984 في ملبورن في أستراليا.

## وصلات خارجية
- أندرو راسيل على موقع دوري كرة القاعدة الرئيسي (الإنجليزية)
- أندرو راسيل على موقعبيزبول رفرنس.كوم (الدوري الثانوي) (الإنجليزية)